# Teleclita cathana
Teleclita cathana är en fjärilsart som beskrevs av William Schaus 1928. Teleclita cathana ingår i släktet Teleclita och familjen tandspinnare. Inga underarter finns listade i Catalogue of Life.